# Marumba complacens
Marumba complacens är en fjärilsart som beskrevs av Walker 1864. Marumba complacens ingår i släktet Marumba och familjen svärmare. Inga underarter finns listade i Catalogue of Life.